# マイケル・クラーク
マイケル・クラーク（Michael Clarke、本名：マイケル・ジェームズ・ディック、1946年6月3日 - 1993年12月19日）は、アメリカ合衆国のミュージシャン。1964年から1967年までバーズに在籍したことで知られる。

## 経歴
1946年、ワシントン州スポケーンに生まれる。幼い頃から元ジャズ・ミュージシャンだった母親に影響され打楽器に興味を持つようになる。17歳のときに家出し、ヒッチハイクをしながらカリフォルニア州に移住。コーヒーハウスなどでコンガ奏者として活躍する。
1964年、アメリカのロックバンド、バーズの前身バンドであるジェット・セットにドラマーとして加入。ドラマーとしての経験はなかったが、コンガの演奏経験と、ブライアン・ジョーンズに似た顔、188cmの長身などは「ビートルズのような」アイドル・バンドを目指したメンバーや関係者から高く評価された。
1965年、バーズのファースト・シングル「ミスター・タンブリン・マン」の録音ではロジャー・マッギン（当時はジム・マッギン）が12弦ギターを担当しているが、その他はスタジオ・ミュージシャンが演奏している。これはクラークを含めメンバーの演奏技術が高くなかったこと、またアレンジが貧弱でヒットが見込めないことによるプロデューサーのテリー・メルチャーとマッギンの判断だった。実際、ベーシストのクリス・ヒルマンとクラークはスタジオにすら呼ばれなかったという。アルバム『ミスター・タンブリン・マン』ではメンバーの演奏が録音されている。
セカンド・アルバム『ターン・ターン・ターン』もメンバー全員の演奏を収録している。完成までに78テイクを要した表題曲「ターン・ターン・ターン」の録音中にはメンバー同士で掴み合いの喧嘩が何度もあったという。しかしクラークを含むメンバーの演奏技術は向上し、以降のアルバム『霧の5次元』、続く『昨日より若く』でもクラークがドラムを担当している。
1967年7月からアルバム『名うてのバード兄弟』の録音作業が始まったが、自身の技術的問題により生じた他メンバーとの軋轢により、クラークはスタジオを離れ一時的にバーズを脱退した。クラークの代役としてジム・ゴードンなどが招聘された。12月、遂にクラークはバーズを解雇される。ボーナス・トラックが追加された『名うてのバード兄弟』には、クラークに技術的改善を求めるヒルマンやデヴィッド・クロスビーらの緊迫した会話が収録されている。
脱退後、すぐに音楽業界から引退したクラークはハワイ州に移住。1年後、同じくバーズを脱退したヒルマンらが結成したフライング・ブリトー・ブラザーズにドラマーとして復帰する。その後もドラマーとしてファイアフォールなどで活躍したが、1993年12月19日、アルコール依存症による肝不全で死去。47歳没。